# Ceratina compacta
Ceratina compacta är en biart som beskrevs av Smith 1879. Ceratina compacta ingår i släktet märgbin, och familjen långtungebin. Inga underarter finns listade i Catalogue of Life.

## Taxonomi
För synonymer se taxoboxen till höger. Warrit har framkastat 2012 att Ceratina incertula, som beskrevs 1937 av Theodore Dru Alison Cockerell och inte längre är accepterad som en egen art, också skulle kunna vara en synonym till denna art.

## Beskrivning
Ceratina compacta är ett litet bi, honan har en kroppslängd på 5,5 till 8,2 mm, hanen 4,7 till 7,2 mm. Grundfärgen är svart med rikliga, gula markeringar, som på bakkroppen bildar ett getingliknande mönster Även ansikte, främre delen av mellankroppen och benen har gula markeringar; labrum (överläppen) är gul, delvis hos honan, (nästan) helt hos hanen. Resten av ansiktet täcks av en gul mask hos hanen, medan honans gula ansiktsmarkeringar aldrig når högre än antennbaserna.

## Utbredning
Arten betraktades länge som en uteslutande filippinsk art, men fynd gjorda i Thailand och på den indonesiska ön Sulawesi, beskrivna senast 2007, förefaller också ha varit av denna art.

## Ekologi
Som alla märgbin bygger arten sina larvbon i märgen på olika växter.